# Cañaveral de pasiones
Cañaveral de pasiones  (no Brasil Canavial de Paixões) é uma telenovela mexicana produzida por Humberto Zurita e Christian Bach para Televisa e exibida pelo Canal de las Estrellas entre 22 de abril e 3 de setembro de 1996.
É uma história original de Caridad Bravo Adams, com adaptação de María del Carmen Peña e José Cuauhtémoc Blanco. 
A trama foi protagonizada por Daniela Castro e Juan Soler, co-protagonizada por Francisco Gattorno e Patricia Navidad, com atuações estrelares de Leonardo Daniel, Fernando Balzaretti, Tony Bravo e Josefina Echánove e antagonizada por Azela Robinson, Roberto Ballesteros, Marisol Santacruz, Elizabeth Dupeyrón, Rodrigo Abed e Angélica Aragón.

## Enredo

### Primeira fase
Nos belos canaviais do estado de Veracruz desenvolve-se esta história de amor, especificamente no povo de San Benito. Ali vive Fausto Santos junto com sua esposa Margarita e sua filha Julia.  Os três gozam de uma grande felicidade e união como família. Com eles vive Dinorah Fabermann, a irmã de Margarita, que é uma mulher falsa e que inveja a perfeita família de sua irmã. 
Amador e Josefina são pais de Pablo, o melhor amigo de Julia. Eles também são amigos Juan de Dios e Mireya, duas crianças que vivem no povo, mas que não gozam da riqueza e o dinheiro que eles têm. Ainda assim isso não lhes impede ser como irmãos. 
Dinorah mantém uma relação amorosa com Amador. Ela tenta manter este caso no maior segredo possível. Porém um dia Margarita a flagra se beijando com Amador. Vendo que a situação está ficando mais perigosa, Dinorah convence Amador a fugir da cidade. Ao descobrir os planos de Dinorah, Margarita a prende no quarto e se dirige ao local onde ela se encontraria com Amador. Ela pede que ele desista de seu plano e deixe de ver a Dinorah. Na volta para a cidade, Amador perde o controle do carro pela chuva e morre no acidente, junto com Margarita.
Josefina que é agora o alvo de fofocas e boatos, descarrega sua fúria contra Julia e lhe proíbe de chegar perto de sua casa e do seu filho. Fausto se casa com Dinorah, mesmo sem saber que ela está grávida de Amador.
Um certo dia, Pablo e Julia fogem, deixando Josefina preocupada. Ao serem encontrados, Josefina fica furiosa com a garota e a esbofeteia. Esse fato faz com que Josefina mande Pablo para a capital, afastando-o definitivamente de Julia.
Meses depois, a Dinorah adianta-se-lhe o parto ao escorregar e rodar pelas escadas ao tratar de reprender a Julia. O menino nasce mas morre aos poucos dias, e ela fica estéril, acordando a ira de Dinorah quem culpa a Julia da morte do bebé e conseguindo que Fausto se separe mais de sua filha ao meter na cabeça que é o fruto do amor que Margarita e Amador se tiveram.

### Segunda fase
10 anos depois, Julia já é uma mulher. Juan de Deus, quem tem crescido como amigo de Julia, se apaixona por ela, mas Julia sabe que Mireya está apaixonada por ele, por isso começa a se afastar dele. Após dez longos anos, as pessoas ainda veem Julia como uma má mulher e a julgam de mulher fácil igual a sua mãe. Julia enfrenta a toda essa gente, mas sabe bem que por trás de tudo está Josefina, quem não se cansou de manchar o nome de sua mãe com inventos e calunias. Pablo regressa ao povo comprometido com Gina, uma rapariga bonita mas interessada e fria, que chega em procura da verdade a respeito de seu passado no povo. Julia acerca-se novamente a Pablo e ambos revivem aquele amor inocente que se tinham quando crianças, e agora Pablo está disposto a defender seu amor por Julia ainda na contramão da vontade de sua mãe. Quando Juan de Deus descobre que Julia e Pablo ainda se amam , começa a lutar pelo amor desta, sem suspeitar que Mireya lhe guarda um profundo amor desde a infância também.
Após descobrir todas as injustiças de Rufino Mendoza na Aurora, Pablo decide tomar o comando da procesadora de sua família,  pelo que decide trazer a trabalhar novamente dom Samuel Aldapa, a quem Rufino tinha jogado da Aurora ao morrer Amador, e Pablo adverte a Rufino que deverá obedecer a Dom Samuel ou que se vá da Aurora; de forma que este planeja assassinar a dom Samuel com ajuda de seu cúmplice Leopoldo Ramírez, o mesmo enviá-o à sastrería de doña Amalia para lhe prender fogo ao local estando dentro dom Samuel. Leopoldo pœ fogo no local quando dom Samuel acabava de sair, mas doña Amalia estava  dentro,e morre calcinada.
Enquanto, Julia e Juan de Deus dão-se a oportunidade de estar juntos, Pablo e Gina marcam a data para seu casamento. Quando Juan de Deus decide se casar com Julia, coincidem na mesma data em que Pablo vai casar , mesmo que casar-se-á em sua fazenda, enquanto Julia fará a cerimônia na capela do povo. Antes de começar a cerimónia, Pablo arrepende-se e corre onde Julia está levando-a em seu cavalo e apontando  um revólver a Juan de Deus; Pablo e Julia passam vários longe do povo, e reconhecem que se amam, se entregando o um ao outro. Ao regressar, Julia conta o ocorrido a Juan de Deus, o que causa sua ira total, desejando matar a Pablo.Ambos se encontram depois afora da igreja do pai Cuco, tio de Pablo; começam a golpear-se e Juan de Deus derruba a Pablo, e quando está a ponto de acertar a sua cabeça com uma rocha, chega o pai Cuco e detém a Juan de Deus, lhes revelando que ambos são filhos de Amador. Juan de Deus sai correndo atónito, e Pablo questiona a seu tio sobre o que acaba de dizer; este lhe contesta que não o tinha mencionado porque se tratava de um segredo de confissão, mas que decidiu o quebrantar para evitar uma desgraça. Após isso, o pai se sente com um grande sentimento de culpa, visita ao senhor bispo e este o manda a um retiro espiritual, o que ocasiona que chegue um sacerdote interino a San Benito que não é do agrado de ninguém do povo.
Não se dá outra oportunidade após muito tempo para tocar de novo o tema até que Doña Remédios lhe faz ver a Fausto que Dinorah lhe mentiu a respeito de sua paternidad sobre Julia, e então visita ao Dr. Cisneros, quem além de confirmar-lhe que ele é o verdadeiro pai de Julia, lhe confessa que o filho que Dinorah perdeu em verdade era de Amador. Fausto regressa furioso a sua casa, discute com Dinorah violentamente e a ameaça revelá-la como o que realmente é, mas então Dinorah o assassina, disparando a sua espingarda diretamente ao coração. Depois disto, faz crer a todo mundo que Fausto se suicidou. Dinorah está em graves aprietos porque todo se lhe está saindo de controle, já que tanto Julia como Josefina sabem a verdade. Julia lho reprocha estando juntas em casa, mas Josefina, devido à sua cada vez mais deteriorada saúde, apenas diz a Pablo que decide fazer sua vida com Julia, e não mais o irá impedir.
Dinorah então decide fugir do povo junto com Rufino, mas quando decidem o fazer, doña Remédios os intercepta, casualmente numa noite chuvosa e a curandeira ao notar que são eles, os detém bloqueando a estrada com sua carreta, coisa que ocasiona que a caminonhete se vire tal e como em seu momento sucedeu com Margarita e Amador. Rufino consegue escapar mas Dinorah fica atrepada nos escombros do veículo. Pablo, Juan de Deus e dom Samuel conseguem encontrar a Rufino e entregam-no às autoridades, enquanto Dinorah é levada de urgência ao hospital, onde têm que amputar-lhe a perna que lhe ficou atrepada entre os ferros da caminonhete. Josefina inteira-se do acidente e chega a visitar Dinorah para reclamar-lhe por todo o que lhe fez, mas ao inteirar da amputação decide lho mencionar indirectamente a humilhando. Dinorah dá-se conta que lhe falta uma perna, e teme viver assinalada por todos seus crimes, pelo que decide se suicidar não sem dantes lhe falar a Julia e lhe confessar que ela matou a Fausto, e que desde esse então só tem vivido em agonia por ter terminado com a vida do único homem que realmente amou e que a odeia por ser o fruto do amor que Fausto sentia por Margarita, após isto, se corta as veias e morre desangrada.
Pouco depois, Mireya e Juan de Deus fazem-se noivos e estando na cerimónia do casamento de Julia e Pablo, chega surpresivamente o pai Cuco, e o sacerdote em turno cede-lhe o lugar para que ele os case. Josefina solicita ler a liturgia e antes de fazê-lo, dirige-se a todo o povo reconhecendo que se equivocou ao julgar injustamente a Margarita. Após isto, o pai Cuco dá a bênção a Julia e a Pablo, sendo agora marido e mulher.

## Elenco
| Ator                | Personagem                    |
| ------------------- | ----------------------------- |
| Daniela Castro      | Julia Santos Faberman         |
| Juan Soler          | Pablo Montero Rosales         |
| Francisco Gattorno  | Juan de Dios Montero Carrasco |
| Patricia Navidad    | Mireya Gonzalez Mendonza      |
| Angélica Aragón     | Josefina Rosales de Montero   |
| Azela Robinson      | Dinorah Faberman              |
| Roberto Ballesteros | Rufino Mendoza                |
| Marisol Santacruz   | Gina Elizondo                 |
| Leonardo Daniel     | Fausto Santos                 |
| Fernando Balzaretti | Padre Refugio Rosales (Cuco)  |
| Alma Delfina        | Prudencia                     |
| Jorge Russek        | Samuel Aldapa                 |
| Josefina Echánove   | Remedios                      |
| Elizabeth Dupeyrón  | Socorro Carrasco              |
| María Eugenia Ríos  | Amalia de Aldapa              |
| Norma Lazareno      | Hilda Cisneros                |
| Gilberto Román      | Dr. Alejandro Cisneros        |
| Aracely Arámbula    | Leticia Cisneros              |
| Roberto Miquel      | Enrique Cisneros              |
| Tony Bravo          | Rafael Elizondo               |
| Rodrigo Abed        | Guillermo Elizondo            |
| Dacia Arcaraz       | Chayo                         |
| Hector Cruz         | Vicente                       |
| Liza Willert        | Carlota                       |
| Josafat Luna        | Leopoldo                      |
| Carlos Navarro      | Gilardo                       |
| Raúl Ruiz           | Don Neto                      |
| Leonardo Unda       | Chema                         |
| José Luis Avendaño  | Benigno                       |
| Rigoberto Carmona   | Salvador                      |
| Lorenza Hegewicz    |                               |

### Participações especiais
| Ator             | Personagem                              |
| ---------------- | --------------------------------------- |
| César Évora      | Amador Montero                          |
| Felicia Mercado  | Margarita Faberman de Santos            |
| Zoraida Gómez    | Julia Santos Faberman (criança)         |
| Sebastián Zurita | Pablo Montero Rosales (criança)         |
| Marisol Centeno  | Mireya Gonzalez Mendoza (criança)       |
| Raúl Castellanos | Juan de Dios Montero Carrasco (criança) |

## Exibição
A trama estreou em 22 de abril de 1996, às 17:00, substituindo Morelia. A partir de 27 de maio de 1996 foi remanejada para às 21:30, trocando de horário com a telenovela Para toda la vida. Durante a primeira semana no novo horário, foi apresentado um resumo dos acontecimentos até aquele momento, voltando os capítulos inéditos em 3 de junho de 1996.

## Equipe de produção
- História Original - Caridad Bravo Adams
- Versão livre para televisão - José Cuauhtémoc Blanco e Mª del Carmen Peña
- Adaptação - Mª del Carmen Peña e José Antonio Olvera
- Edição Literária - Ricardo Fiallega
- Música Original - Amparo Rubín
- Arranjos Musicais - Alberto Núñez Palacios
- Musicalização - Ignacio López e Gerardo Reyes
- Cenografia - María Teresa Ortiz
- Desenho de Vestuário - Laura Simonín e Mónica Aceves
- Ambientação - Gerardo Hernández
- Coordenação de Foro - Luis Fernando Rojas
- Coordenação de Produção - Janeth Wehbe e Oscar Valdez
- Edição - Mónica Rodríguez C. e Javier Pérez Paz
- Diretor Convidado de Câmaras - Manuel Barajas
- Diretor Convidado de Cena - Benjamín Cann
- Diretora Convidada de Cena - Angélica Aragón
- Diretor de Câmaras - Manuel Ruiz Esparza
- Diretor de Cena - Claudio Reyes Rubio
- Gerente de Produção - Martha Pérez Valdez
- Produtor Associado - Del. Gerardo Zurita
- Produtores - Christian Bach e Humberto Zurita

## Exibição

### No México
Foi reprisada pela primeira vez pelo canal TLNovelas entre 15 de junho a 20 de outubro de 1998.
Foi reprisada pelo seu canal original entre 22 de outubro de 2007 a 04 de janeiro de 2008 substituindo Abrázame muy fuerte e sendo substituída por Niña... amada mía.
Foi reprisada pela segunda vez pelo TLNovelas entre 27 de julho e 1 de dezembro de 2009, substituindo La mentira e sendo substituída por Lazos de amor.

### No Brasil
Foi exibida no Brasil pela CNT entre 28 de julho e 2 de dezembro de 1997 em 114 capítulos.
Como os dubladores entraram em greve durante a novela, a reta final foi exibida legendada.

## Prêmios e indicações

### Prêmio TVyNovelas de 1997
| Categoria                    | Indicado(a)                          | Resultado  |
| ---------------------------- | ------------------------------------ | ---------- |
| Melhor Novela                | Christian Bach Humberto Zurita       | Vencedores |
| Melhor atriz protagonista    | Daniela Castro                       | Vencedora  |
| Melhor ator protagonista     | Juan Soler                           | Vencedor   |
| Melhor Vilã                  | Azela Robinson                       | Indicada   |
| Melhor Vilão                 | Roberto Ballesteros                  | Vencedor   |
| Melhor Atriz Principal       | Angélica Aragón                      | Indicada   |
| Melhor Ator Principal        | Jorge Russek                         | Vencedor   |
| Melhor Atriz Coadjuvante     | Alma Delfina                         | Vencedora  |
| Melhor Ator Coadjuvante      | Leonardo Daniel                      | Vencedor   |
| Melhor Revelação Feminina    | Patricia Navidad                     | Vencedora  |
| Melhor História ou Adaptação | Cuauhtémoc Blanco Mª del Carmen Peña | Vencedores |
| Melhor Diretor               | Benjamín Cann Claudio Reyes          | Vencedores |

## Curiosidades
- Sebastián Zurita, filho dos produtores da telenovela, Humberto Zurita e Christian Bach, teve uma participação especial na telenovela interpretando o personagem Pablo (Juan Soler) quando criança nos primeiros capítulos. Também marcou a estreia de Zoraida Gómez em novelas, ela viveu a personagem Julia (Daniela Castro) quando criança nos primeiros capítulos.
- Esta foi a última telenovela de Angélica Aragón na Televisa. No ano seguinte protagonizaria sua primeira telenovela na TV Azteca, Mirada de mujer.
- César Évora, repetiu o personagem em seu remake, Abismo de pasión no qual se chamava Rosendo.
- Marcou as estréias de Juan Soler, Azela Robinson, Aracely Arámbula e Sebastián Zurita.

## Versões
- Em 2003 o canal brasileiro SBT realizou uma nova versão desta telenovela, intitulada Canavial de Paixões, dirigida por Claudio Callao, Jacques Lagoa e Henrique Martins, produzida por David Grimberg e protagonizada por Bianca Castanho e Gustavo Haddad.
- Em 2012, a Televisa produziu mais uma versão da trama. Abismo de Pasión teve Angelli Nesma Medina como produtora executiva e foi baseada na obra de Caridad Bravo Adams. Angelique Boyer, David Zepeda, Mark Tacher, e Livia Brito são os protagonistas, enquanto Blanca Guerra, Altair Jarabo e Sabine Moussier são os antagonistas principais.